# Cora xanthostoma
Cora xanthostoma – gatunek ważki z rodziny Polythoridae. Występuje na terenie Ameryki Południowej.